# 中島みゆきBOX 私の声が聞こえますか〜臨月
『中島みゆきBOX 私の声が聞こえますか〜臨月』（なかじまみゆきボックス わたしのこえがきこえますか – りんげつ）は、中島みゆきのCD-BOX。
2012年10月25日にヤマハミュージックコミュニケーションズから通信販売限定（受注生産）でリリースされた。

## 解説
アルバム『私の声が聞こえますか』（1枚目）〜『臨月』（8枚目）を1組に纏めたCD-BOXである。
2010年より中島のアルバムはデジタルリマスタリングされ通信販売で発売されていたが、それらは超精度光学用ガラス製であり、また反射膜に純金を用いた受注生産限定CDであるため非常に高額である。それらの作品群で2011年までに発売されていた旧タイトル8作品を、通常のCD]よりもグレードの高い液晶パネルに用いられるポリカーボネイトをディスク基盤材料に使用し、反射膜には従来のアルミニウムに換えて、耐久性・耐熱性・対光性にも優れた独自の特殊合金を採用したHQCDにしてCD-BOXに纏めたものである。
付属のブックレットには歌詞の他、『All Songs are Written, Composed and Vocalized by 中島みゆき』とクレジットされている。またスタッフについては『Except “世迷い言” Written by 阿久 悠』、『Photographer 田村 仁』、『Artwork Designer 荒井博文』、『Re-Mastered by Tom Baker at Precision Mastering(Los Angels)』、『Re-Mastering Producer 瀬尾一三』、『DAD 川上源一』と記されているのみであり、各作品毎のスタッフ及び楽曲毎の編曲者、演奏者等のクレジットはされていない。
このBOXは注文を受けてから製造するため、購入依頼日から商品が顧客に届くまでおよそ2か月の時間を要している。

### クレジット
このBOXの中で「世迷い言」のみ、作詞が阿久悠であり、故に『JASRAC 出』と表記されている。また「世迷い言」の著作権表記が “©1978 by YAMAHA MUSIC PUBLISHING, INC. All Right Reserved. International Copyright Secured” となっているが、これは誤りである。本作の出版者は日音とヤマハ音楽振興会であるため、正式な著作権表記は “©1978 by NICHION, INC. / YAMAHA MUSIC FOUNDATION. All Right Reserved. International Copyright Secured” である。
同様に、収録楽曲作品の著作権表記がおしなべて “© YAMAHA MUSIC PUBLISHING, INC. All Right Reserved. International Copyright Secured” と記載されているが、本BOX-SET発売後の2017年4月、ヤマハミュージックパブリッシングがヤマハミュージックエンタテインメントホールディングスに吸収合併された。それゆえ管理楽曲の著作権表記も本来であれば “© Yamaha Music Entertainment Holdings, Inc.” となるが、記載には反映されていない。

## 収録曲
- ※各アルバム項目のリンク先に、楽曲毎の解説等記載あり。詳細はそちらを参照のこと。
- ※各アルバムの“Album Version.”及び“Album Mix.”は、特に明記はされていない。

| CD - Disc.1                              | 1976年4月25日 |
| 私の声が聞こえますか 品番：YMPCD-20001   | 1. あぶな坂 2. あたしのやさしい人 3. 信じられない頃に 4. ボギーボビーの赤いバラ 5. 海よ 6. アザミ嬢のララバイ(Album Version.) 7. 踊り明かそう 8. ひとり遊び 9. 悲しいことはいつもある 10. 歌をあなたに 11. 渚便り 12. 時代(Album Version.) |
| CD - Disc.2                              | 1976年10月25日 |
| みんな去ってしまった 品番：YMPCD-20002   | 1. 雨が空を捨てる日は 2. 彼女の生き方 3. トラックに乗せて 4. 流浪の詩 5. 真直な線 6. 五才の頃 7. 冬を待つ季節 8. 夜風の中から(Album Version.) 9. 03時 10. うそつきが好きよ 11. 妬いてる訳じゃないけれど 12. 忘れられるものならば           |
| CD - Disc.3                              | 1977年6月25日 |
| あ・り・が・と・う 品番：YMPCD-20003     | 1. 遍路 2. 店の名はライフ 3. まつりばやし 4. 女なんてものに 5. 朝焼け 6. ホームにて 7. 勝手にしやがれ 8. サーチライト 9. 時は流れて |
| CD - Disc.4                              | 1978年4月10日 |
| 愛していると云ってくれ 品番：YMPCD-20004 | 1. 「元気ですか」 2. 怜子 3. わかれうた 4. 海鳴り 5. 化粧 6. ミルク32 7. あほう鳥 8. おまえの家 9. 世情 |
| CD - Disc.5                              | 1979年3月21日 |
| 親愛なる者へ 品番：YMPCD-20005           | 1. 裸足で走れ 2. タクシードライバー 3. 泥海の中から 4. 信じ難いもの 5. 根雪（ねゆき） 6. 片想 7. ダイヤル117 8. 小石のように 9. 狼になりたい 10. 断崖 -親愛なる者へ-                                                                       |
| CD - Disc.6                              | 1979年11月21日 |
| おかえりなさい 品番：YMPCD-20006         | 1. あばよ 2. 髪 3. サヨナラを伝えて 4. しあわせ芝居 5. 雨… 6. この空を飛べたら 7. 世迷い言 8. ルージュ 9. 追いかけてヨコハマ 10. 強がりはよせヨ                                                                                            |
| CD - Disc.7                              | 1980年4月5日 |
| 生きていてもいいですか 品番：YMPCD-20007 | 1. うらみ・ます 2. 泣きたい夜に 3. キツネ狩りの歌 4. 蕎麦屋 5. 船を出すのなら九月 6. エレーン 7. 異国 |
| CD - Disc.8                              | 1981年3月5日 |
| 臨月 品番：YMPCD-20008                   | 1. あした天気になれ 2. あなたが海を見ているうちに 3. あわせ鏡 4. ひとり上手(Album Mix.) 5. 雪 6. バス通り 7. 友情 8. 成人世代 9. 夜曲 |

## 編曲・参加ミュージシャン
各オリジナルアルバム参照。